# 萧穆 (少将)
萧穆（1929年—2013年4月12日），又名萧宏志，生于浙江嘉兴，祖籍广东潮阳市（今属汕头市潮阳区），中华人民共和国少将，第七届全国人大代表，曾任中国人民解放军八一电影制片厂厂长。

## 生平
萧穆在1948年9月进入南京国立中央大学经济系短暂就读，1949年6月参加中国人民解放军第二野战军，先后在第二野战军政治部、西南军区后勤部政治部、八一电影制片厂任职。1970年代后，从事电影文学编辑和创作工作。
1985年3月起，担任中国人民解放军八一电影制片厂厂长至1992年9月离休，期间组织了《大决战》、《许茂和他的女儿们》、《巴山儿女》、《映山红》等多部军事题材著名电影的拍摄。
1988年获少将军衔，1988年至1993年当选第七届全国人大代表。
2013年4月12日，因病于北京逝世。